# Richmond-Centre—Marpole
Pour les articles homonymes, voir Richmond et Richmond Centre.
Circonscription électorale fédérale du Canada
Richmond-Centre—Marpole ((en) Richmond Centre—Marpole, auparavant Richmond (1988-2015) et Richmond-Centre (2015-2025)) est une circonscription électorale fédérale canadienne de la Colombie-Britannique.

## Circonscription fédérale
La circonscription se situe au sud de la Colombie-Britannique et comprend le sud-ouest de la région métropolitaine de Vancouver, plus précisément, la partie ouest de la ville de Richmond et le quartier Marpole (en) de la ville de Vancouver. Elle est bordée à l'ouest par le détroit de Géorgie.
Les circonscriptions limitrophes sont :
- au nord : Vancouver Quadra
- au nord-est : Vancouver Granville
- à l'est et au sud : Richmond-Est—Steveston[3].

## Historique
La circonscription de Richmond est créée en 1987 d'une partie de la circonscription de Richmond—Delta-Sud. En 2003, plusieurs portions de Delta—South Richmond sont rajoutées à la circonscription. Elle prend le nom de Richmond-Centre en 2015
À la suite du découpage de la carte électorale de 2022, la circonscription est renommée Richmond Centre—Marpole. Ses limites sont également modifiées par l'ajout du quartier Marpole de Vancouver, prélevé de Vancouver Granville, et le retrait du quartier Steveston North qui passe à Richmond-Est—Steveston.

## Députés
| Législature                          | Années        | Député           | Député           | Parti                     |
| ------------------------------------ | ------------- | ---------------- | ---------------- | ------------------------- |
| Richmond issue de Richmond—Delta-Sud |               |                  |                  |                           |
| 34e                                  | 1988–1993     |                  | Tom Siddon       | Progressiste-conservateur |
| 35e                                  | 1993–1997     |                  | Raymond Chan     | Libéral                   |
| 36e                                  | 1997–2000     |                  | Raymond Chan     | Libéral                   |
| 37e                                  | 2000–2002     |                  | Joe Peschisolido | Alliance canadienne       |
| 37e                                  | 2002-2004     |                  | Joe Peschisolido | Libéral                   |
| 38e                                  | 2004–2006     | Raymond Chan (2) |                  | Libéral                   |
| 39e                                  | 2006–2008     | Raymond Chan (2) |                  | Libéral                   |
| 40e                                  | 2008–2011     |                  | Alice Wong       | Conservateur              |
| 41e                                  | 2011–2015     |                  | Alice Wong       | Conservateur              |
| Richmond-Centre                      |               |                  |                  |                           |
| 42e                                  | 2015–2019     |                  | Alice Wong       | Conservateur              |
| 43e                                  | 2019–2021     |                  | Alice Wong       | Conservateur              |
| 44e                                  | 2021–2025     |                  | Wilson Miao      | Libéral                   |
| Richmond-Centre—Marpole              |               |                  |                  |                           |
| 45e                                  | 2025–en cours |                  | Chak Au          | Conservateur              |

## Résultats électoraux
|       | Candidat       | Parti        | # de voix | % des voix |
|       | (X) Alice Wong | Conservateur | +17 622,  | 44,21 %    |
|       | Lawrence Woo   | Libéral      | +16 486,  | 41,36 %    |
|       | Jack Trovato   | NPD          | +04 602,  | 11,54 %    |
|       | Vincent Chiu   | Vert         | +01 152,  | 2,89 %     |
| Total | Total          | Total        | 39 862    | 100 %      |

|       | Candidat         | Parti        | # de voix | % des voix |
|       | (x) Alice Wong   | Conservateur | +25 109,  | 58,36 %    |
|       | Joe Peschisolido | Libéral      | +08 027,  | 18,66 %    |
|       | Dale Jackaman    | NPD          | +07 860,  | 18,27 %    |
|       | Michael Wolfe    | Vert         | +02 032,  | 4,72 %     |
| Total | Total            | Total        | 43 028    | 100 %      |

|       | Candidat           | Parti        | # de voix | % des voix |
|       | Alice Wong         | Conservateur | +21 329,  | 49,77 %    |
|       | (x)Raymond Chan    | Libéral      | +13 221,  | 30,85 %    |
|       | Dale Jackaman      | NPD          | +05 059,  | 11,81 %    |
|       | Michael Wolfe      | Vert         | +02 754,  | 6,43 %     |
|       | Wei Ping Chen      | Indépendant  | +00397,   | 0,93 %     |
|       | Dobie Yiu-Chung To | Indépendant  | +00093,   | 0,22 %     |
| Total | Total              | Total        | 42 853    | 100 %      |